# 陸炳
陸炳（1510年—1560年），字文孚，號東湖，錦衣衛官籍浙江嘉興府平湖縣人，明朝錦衣衛都指揮使。

## 生平
嘉靖十一年（1532年）壬辰科武進士，授錦衣衛副千戶，父陸松卒後襲指揮僉事，進指揮使，掌南鎮撫事。
嘉靖十八年（1539年），隨駕南巡至衛輝府，夜裡行宮失火，陸炳冒烈焰背負明世宗脫險，因而得世宗恩寵，升為都指揮同知。掌錦衣衛事。未幾，擢都督僉事，又以緝捕功，升任都督同知。陸炳為擴充權勢，明裡巴結閣臣夏言、嚴嵩，暗中又設計除之。陸炳曾捶殺兵馬指揮，然世宗寵而不問。後為御史所劾，夏言擬旨欲逮治，陸炳懷恨在心，遂勾結嚴嵩揭發夏言，致夏言被殺。其後大將軍仇鸞得寵，與嚴嵩爭權，陸炳在帝前揭仇鸞虛報戰功、陰謀不軌，帝即收仇鸞敕印，仇鸞憂懼而死。因揭發有功，官至太子太保兼太子太傅。
嘉靖三十三年（1554年），值內苑，與嚴嵩、朱希忠等共侍事。
嘉靖三十六年（1557年），彈劾司禮中官李彬等三人侵盜工所物料營建墳墓如帝王規模，三人被論罪處斬。不久加太保兼少傅，仍掌錦衣衛。
嘉靖三十九年（1560年）十二月暴病死任上，年五十一，諡武惠，贈忠誠伯，墓葬於今平湖市新埭鎮溪洋村。是明朝唯一一個三公兼任三孤的官員。

## 家族
曾祖陸軾，贈驃騎將軍後軍都督府都督僉事；祖父陸墀，贈驃騎將軍後軍都督府都督僉事；父陸松，錦衣衛後軍都督府都督僉事 贈榮祿大夫後軍都督府都督同知。母范氏為明世宗朱厚熜乳母，陸炳幼小隨母出入王府。異母弟陸煒，嘉靖二十三年進士。
長子陸經、次子陸紳早卒，三子陸繹，遗腹子陸綵，死后侧室李氏所出。長女嫁成國公世子朱時泰，次女嫁嚴嵩孫錦衣衛指挥佥事嚴紹庭，第三女嫁给徐阶三子徐瑛。第四女聘孫陞幼子孫鑲，第五女聘太宰吳公子吳绶。孫女婿袁憲文，錦衣衛南鎮撫司都指挥佥事。

## 轶事
嚴嵩之子嚴世蕃曾說：「天下才、惟己與陸炳、楊博為三」。

## 延伸阅读
- 徐阶《明故太保兼少傅後軍都督府左都督掌錦衣衛事贈忠誠伯謚武惠東湖陸公墓誌銘》

[在维基数据编辑]
 《國朝獻徵錄·卷之一百九》，出自焦竑《國朝獻徵錄》
 《明史卷三百〇七》，出自《明史》